# Cophixalus peninsularis
Cophixalus peninsularis (Cape York Frog o Peninsula Frog) es una especie de anfibio anuro del género
Cophixalus, de la familia Microhylidae. 

## Distribución geográfica
Es originaria de Australia.